# Гасперина
Гасперина (итал. Gasperina) — коммуна в Италии, располагается в регионе Калабрия, подчиняется административному центру Катандзаро.
Население составляет 3000 человек, плотность населения составляет 321,4 чел./км². Занимает площадь 6 км². Почтовый индекс — 88060. Телефонный код — 0967.
Покровителем коммуны почитается священномученик Иннокентий, диакон, празднование 6 августа.